# Hans-Dietrich Genscher
Hans Dietrich Genscher (født 21. marts 1927 i Halle, død 31. marts 2016) var en tysk politiker. Han var mest kendt for sin rolle som vesttysk udenrigsminister, hvor han virkede under den tyske genforening.
Genscher var udenrigsminister i 18 år (1974-1992), først i Vesttyskland og efter genforeningen for hele Tyskland. Han fødtes i bydelen Reideburg i Halle an der Saale og deltog i de sidste måneder af anden verdenskrig. Efter krigen sad han i allieret fangenskab. Herefter studerede han jura i Halle og i Leipzig i den sovjetiske besættelseszone (senere DDR). I 1952 forlod han DDR og flyttede til Vesttyskland, hvor han arbejdede som jurist.
I Vesttyskland blev Genscher medlem af FDP (Tysklands liberale parti) og blev i 1965 indvalgt i forbundsdagen. Han blev i 1969 vesttysk indenrigsminister  og vicekansler i en koalitionsregering mellem SPD og FDP. I sin tid som indenrigsminister havde han det øverste ansvar for  terrorbekæmpelsen, der havde høj prioritet som følge af en række blodige angreb fra den marxistiske Rote Arme Fraktion. I 1974  blev han valgt som formand for FDP og blev udenrigsminister i Helmut Schmidts regering.
FDP foretog imidlertid en politisk kursændring, og i efteråret 1982 forlod det regeringssamarbejdet med SPD for at samarbejde med CDU/CSU. Efter en mistillidsafstemning mod Schmidts mindretalsregering blev Helmut Kohl den 1. oktober 1982 ny forbundskansler i spidsen for en CDU/CSU-FDP-koalition, hvor Genscher atter blev udenrigsminister.
Genscher lagde i sin tid som udenrigsminister stor vægt på afspændingspolitikken mellem USA og vesten og østblokken og kom til at påvirke udviklingen af Østtysklands Wende, den politiske kursændring i vesttysk retning. Under den resterende tid på posten som udenrigsminister var Tysklands genforening det store emne. Han var Vesttysklands repræsentant ved forhandlingerne om To plus fire-aftalen. I 1985 forlod han posten som partileder for FDP.
I 1992 trådte han efter eget ønske tilbage fra posten som udenrigsminister.  Han var 1992-94 formand for den tyske europabevægelse.

## Eksterne links
- Wikimedia Commons har flere filer relateret til Hans-Dietrich Genscher